# Estación de Kukullaga
Kukullaga, o Kukullaga-Etxebarri, es una estación ferroviaria en superficie, ubicada entre los barrios de San Antonio y Cucullaga, al norte del municipio de Echévarri. Provisionalmente, recibió las denominaciones de San Antonio-Etxebarri y Etxebarri-Norte antes de su puesta en funcionamiento. 
La estación es la actual cabecera este de la línea L3 del metro de Bilbao, así como de la línea de cercanías E3 (línea del Txorierri, hasta Lezama), que entraron en funcionamiento el 8 de abril de 2017. Es la única estación a cielo abierto de dicho servicio de metro.
En ella también paran los servicios de Euskotren Trena de las líneas E1 (Matiko-Bilbao–Amara-Donostia) y E4 (Matiko-Bilbao–Bermeo).
En un futuro, cabe la posibilidad de que el tranvía de Bilbao, cuyo trayecto finaliza actualmente en la estación de Bolueta (líneas de metro L1 y L2) sea muy probablemente extendido hasta Kukullaga, para así establecer en la estación conexión con la línea 3 de metro, así como con los servicios de cercanías.

## Problemática con el acondicionamiento de la temperatura
Quince meses después de su inauguración, los trabajadores del metro denunciaron un defecto en la estructura del edificio que impedía un adecuado acondicionamiento de la temperatura y ventilación internas.
El 20 de enero de 2019 se anunció el cambio de las vidrieras que cubren el vestíbulo por paneles fotovoltaicos que permitirían generar energía eléctrica así como mejorar el confort en los días de mucho calor.

## Accesos
- Parque Amezola
- C/ Euskal Herria, 29 (Bº Kukullaga)
- Acceso a la Iglesia, 4 (Bº San Antonio)

## Galería de fotos

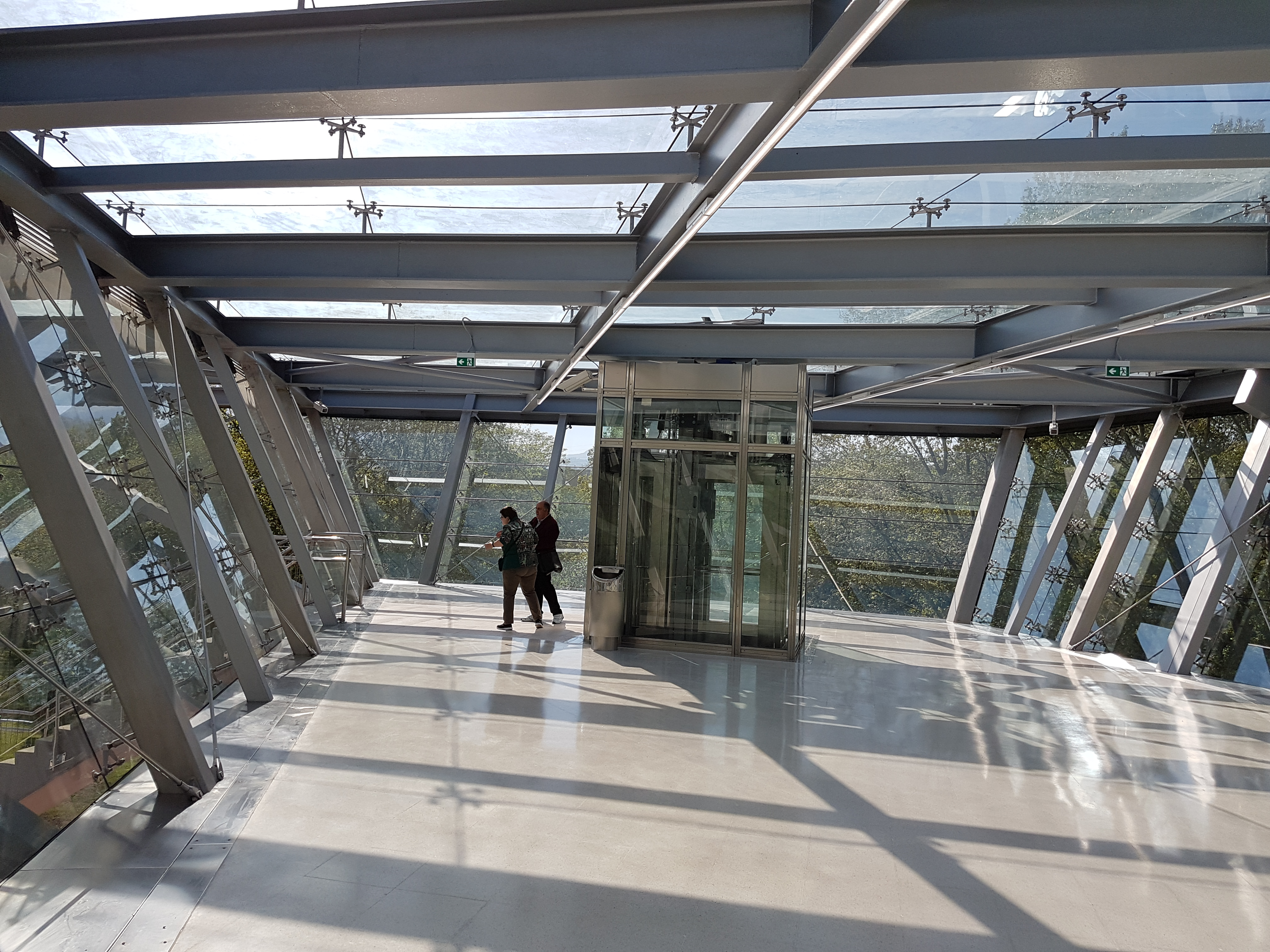
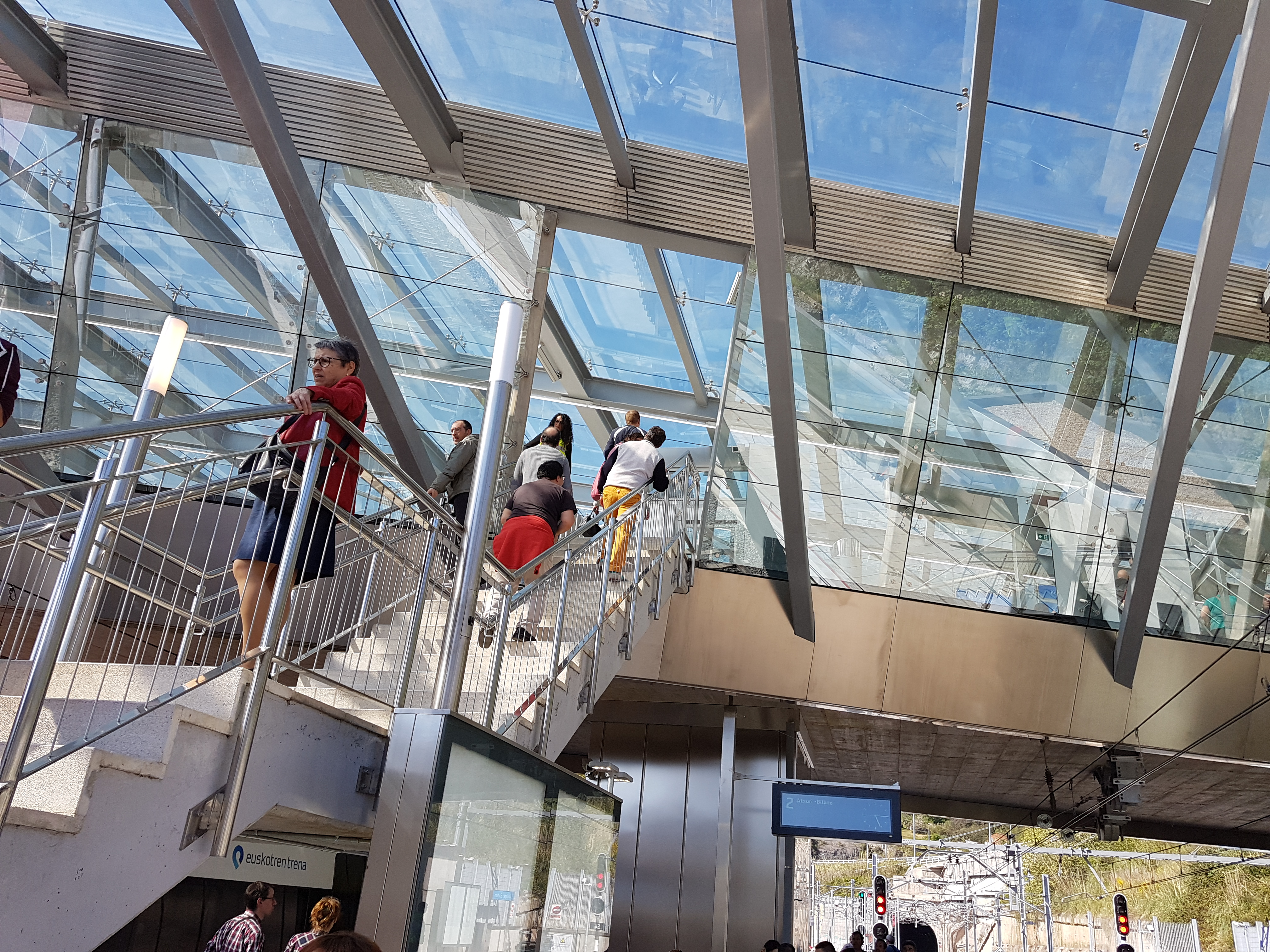
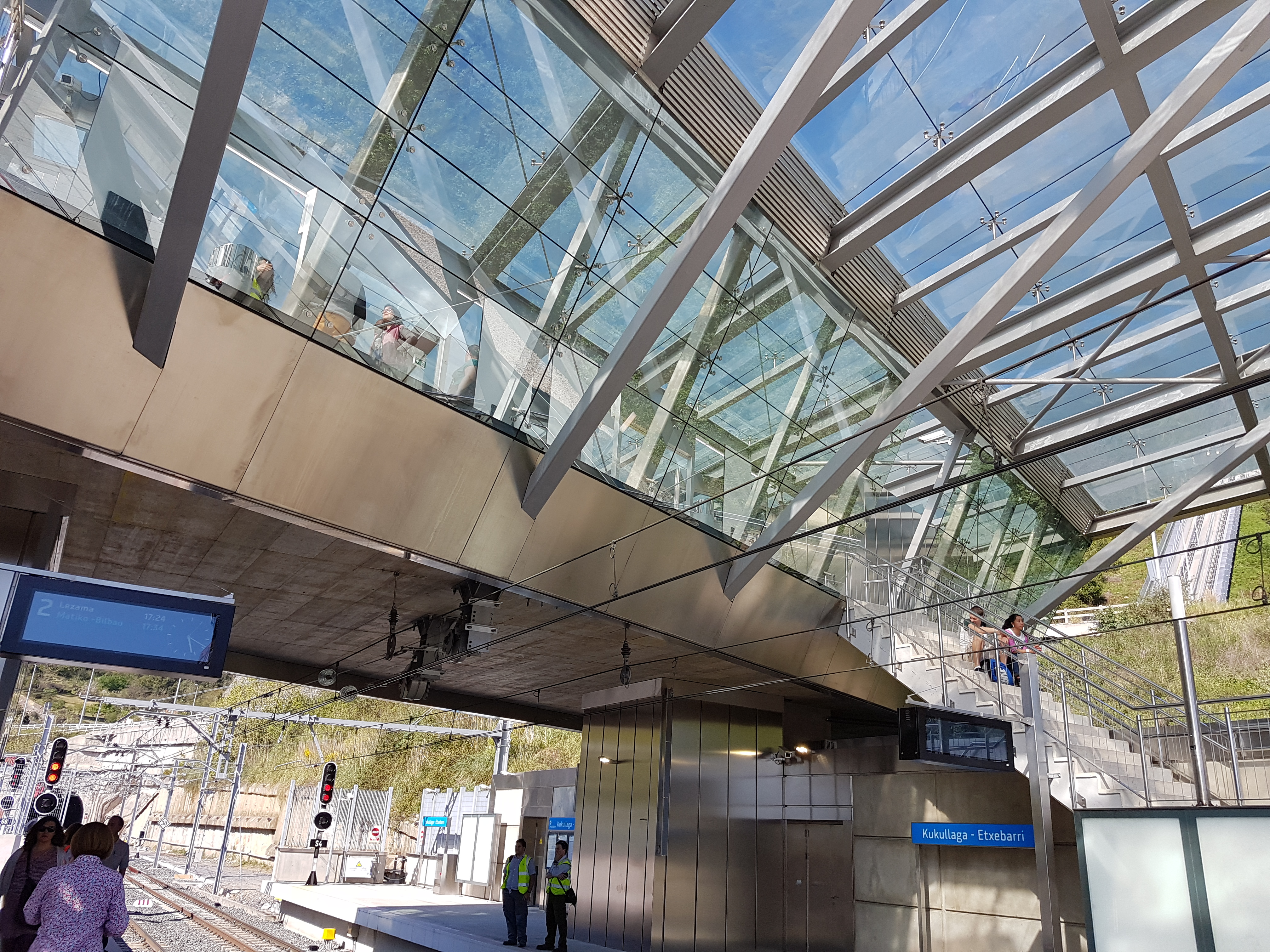